# Hilarión Eslava
Miguel Hilarión Eslava (né à Burlada, Navarre Espagne, le 21 octobre 1807 - mort à Madrid, le 23 juillet 1878) est un compositeur et un musicologue espagnol, grand défenseur de l'opéra espagnol.

## Biographie
Il a été un enfant de chœur et violoniste à la cathédrale de Pampelune. Il a étudié l'orgue, le violon et le piano avec Julian Prieto et composition avec Francisco Secanilla.
En 1828, il a été maître de chapelle à la cathédrale de El Burgo de Osma, puis il est allé à Séville, où il a été consacré prêtre et où il a été nommé maître de la chapelle royale. Lors de son séjour à Séville, certaines de ses œuvres profanes ont été créées.
En 1844, il s'est rendu à Madrid où il est devenu maître de chapelle à la chapelle royale de Madrid. En 1854, il a été nommé professeur de composition au Conservatoire de Madrid, dont il est devenu onze ans plus tard directeur.
Il a fondé avec Emilio Arrieta, Joaquín Gaztambide et Francisco Asenjo Barbieri, le groupe musical La España Musical, pour défendre l'opéra espagnol. Ses œuvres dénotent une influence italienne et il est considéré comme l'un des rares authentiques musiciens romantiques espagnols.
Il a écrit plus de trente opéras (parmi lesquels El solitario (1841) et Las treguas de Tolomaida (1842)), des œuvres symphoniques (Sinfonía fantástica, la cantate La guerra de África,...), et plus de 140 œuvres religieuses parmi lesquelles figurent, entre autres pièces, huit messes, un Oficio de difuntos, un Te Deum, plusieurs motets, quatorze Lamentations, six Salve Regina et trois Stabat Mater. Une de ses œuvres les plus connues est El Miserere de Sevilla ou Miserere qui est joué encore chaque année le samedi de la Passion à Séville.
Il est l'auteur de «Lira Sacro hispana» (1869), une anthologie en sept volumes de la musique religieuse espagnole des XVe et XVIe siècles. En outre, il a écrit des œuvres pédagogiques, comme sa Méthode de Solfège (1846), qui a été utilisée pendant plus d'un siècle comme matière d'enseignement, une Método completo de solfeo sin acompañamiento, un Tratado tercero de la melodía y discurso musical (1871), La Escuela completa de armonía y composición, etc.